# Могила Фридерика Шопена
Могила Фредерика Шопена размещается на территории парижского кладбища Пер-Лашез. Исторический памятник Франции.
Фредерик Шопен прожил всего 39 лет и умер от туберкулёза в Париже в 1849 году. Согласно желанию Шопена, его сердце перевезено в Варшаву и хранится в церкви Святого Креста. Сообщается, что
В последнее время ученые добивались разрешения на исследование ДНК сердца композитора, чтобы убедиться в том, что он скончался от муковисцидоза, а не от туберкулеза. Польские власти отказались выдать такое разрешение, мотивируя это тем, что  перспектива нового диагноза не  оправдывает проведения исследования.
Надгробие Шопена спроектировано и выполнено Огюстом Клезинже. На нем изображена муза музыки Эвтерпа, плачущая над сломанной лирой. Стоимость похорон и памятника в размере 5000 франков была оплачена Джейн Стирлинг, которая также оплатила обратную поездку старшей сестры Шопена, Людвики, которая присутствовала на похоронах, в Варшаву.
В 1949 году по заказу ЮНЕСКО композитор А. Тансман написал для струнного квинтета произведение, которое получило название «Могила Шопена» (Tombeau de Chopin).